# Католичка пропаганда у српским земљама
Католичка пропаганда у српским земљама припремљена је у последње две деценије 16. века, одмах након убиства Мехмед-паше-Соколовића и изградње Сплитске луке. То посредно потврђује и Кочи Беj у рисалима.
Кипарски рат, упркос победи у Лепанта, показује да је Османско царство била прва војна сила. Турски страх, у комбинацији са текућом контраформацијом, поставио је основу за нови концепт одвраћања од османлијских освајања. Са своје стране, Османлије су обновили Пећку патријаршију, а затим су од Румелијског одвојили Босански пашалук.
Дуги рат катализира процес. Након Мохачке битке и у вези с реформацијом, основан је Илирско-мађарски колеџ у Болоњи (1554—1781). Непосредно након убиства Соколовића, 1580. године у Лорету, близу Анконе, основан је Илирски колеџ.
Након Житванског мира, под којим је додељено право католика на цркве у Отоманском царству, основан је Хрватски колеџ у Грацу и Бечу (1608—1783) и Илирски колегиј у Фермију (1663—1746).
Ова институционална окосница, у комбинацији са пропагандом вере, створила је услове и постигла католицизам у 17. веку од стране Срба, углавном у Далмацији, а мање у Славонији.
Илиризам је у 19. веку користио католичку базу на илирском језику, коју је створио Бартол Кашић.
Бартол Кашић и Александар Комуловић су први учитељи јужнословенског "илирског језика" на Илирској академији у Риму, коју је 1599. основао Папа Климент VIII. Папа Урбан VIII обавезао је од 16. октобра 1623. универзитете у Болоњи, Падови, Бечу, Инголштату, Келну, Лувену, Паризу, Тулузу, Валенсији, Саламанци и Алкали де Енарес близу Мадрида да у своје програме уведу обавезну студију илирског језика.
Католичка пропаганда у 17. вијеку дала је значајне резултате у Далмацији, а мање у Славонији. Тада су постављени темељи за латинизацију Влаха који су добили свој Влашки статут. Католичка пропаганда у бугарским земљама је слаба, али је у Трансилванији у 17. веку поставила солидне темеље за будућу румунску нацију. Гроф Ђорђе Бранковић је жртва ове католичке пропаганде, која слаби у наредном веку просветитељства.
Од 1622. постоји сачувана документација о покрштавању православних Срба у римокатолике о чему је истраживао и писао Марко Јачов.

### Католичка пропаганда хрватским земљама
Католичка пропаганда у 17. веку такође је утицала на хрватски идентитет. Глагољаши се потискују, а глагољица у Далмацији се замењује латиницом.
Тек је 2019. године објављен Дан хрватске глагољице и глагољаштва.